# Гаррі Браверман
Гаррі Браверман (англ. Harry Braverman; 9 грудня 1920, Нью-Йорк, США — 2 серпня 1976, Гонесдейл, Пенсільванія, США) — американський марксист, соціаліст-троцькіст, політеконом і публіцист.

## Біографія
Браверман народився 9 грудня 1920 року в Нью-Йорку. У 1937 році став активістом троцькістського руху і незабаром вступив у нещодавно створену Соціалістичну робочу партію. У 1950-ті роки він був одним з лідерів опозиційної тенденції Берта Кохрана, що підтримувала Мішеля Пабло і Міжнародний секретаріат Четвертого інтернаціоналу. В результаті поразки «паблоїстської» тенденції у внутрішньопартійній боротьбі був виключений з партії. Разом з близькою до нього групі у великому профспілці робітників металургійних «United Steelworkers» брав участь у створенні Американського соціалістичного союзу, який проіснував до 1959 року. Потім зблизився з марксистським журналом «Monthly Review». У 1960-ті роки працював редактором «Grove Press». Прагнув, щоб його видання були відкриті для публікації інших лівих авторів, що дотримувалися якісному відмінних від нього точок зору; брав участь у виданні «Автобіографії Малкольма Ікс».
До числа важливих книг Бравермана відноситься «Праця і монополістичний капітал: деградація праці в двадцятому столітті» (англ. Labor and Monopoly Capital: The Degradation of Work in the Twentieth Century), у якій розглядалася трансформація характеру праці в рамках сучасного виробничого процесу і зміна структури робітничого класу. Книга була опублікована в 1974 році. Гаррі Браверман помер в 1976 році від раку.

## Роботи

### Політична робота та розвиток
Браверман був одним із багатьох тисяч промислових робітників, котрі стали радикальними через події Великої депресії. Він вперше став політично активним у молодій народній Соціалістичній Лізі (YPSL), члени якого були відомі як «Yipsels». Незважаючи на те, що він в основному складався зі студентів та молодих радикалів, «Yipsels» відкрито ініціювали позиції сформованих комуністичних угруповань, твердо бачачи необхідність соціалістичного інтернаціоналізму (у зв'язку з громадянською війною в Іспанії), надаючи ентузіазму підтримці робітничих повстань і формуванню Конгресу промислових організацій, а також цілковито відкидаючи сталінську політику та спотворення. Браверман не боявся непопулярних позицій. Він неодноразово прагнув поглибити соціалістичну політику, відмовившись від спрощених формулювань марксистської теорії. «Марксизм, — застерігає Браверман, — це не готовий догматичний ігровий автомат, а широка теорія соціального розвитку, яка вимагає застосування та переосмислення в кожному періоді».

### Агітація протягом Червоної загрози
Після служби в суднобудівній промисловості під час Другої світової війни Браверман почав поглиблювати свою відданість революційній боротьбі, вступивши в першу троцькістську партію Сполучених Штатів: Соціалістичну робітничу партію (SWP). Його політична активність збігалася з хвилею політичних репресій проти соціалістів і комуністів, відомою як «червона загроза». Ще до закінчення Другої світової війни 18 вождів SWP було ув'язнено, вони стали «першими жертвами горезвісного закону Сміта, що зробило злочином спробу публікувати і проголосити ідеї Маркса, Енгельса, Леніна та Троцького». Сам Браверман був звільнений зі своєї роботи в Республіці Сталі в результаті тактики червоних набігів, яку використовувало ФБР. Незважаючи на «полювання на відьом», Браверман продовжував свою політичну роботу, але маскував свою діяльність, використовуючи псевдонім «Гаррі Франкель».

### Соціалістична єдність
У 1950-х роках Браверман був одним з лідерів так званої «кокранітської тенденції», на чолі з Бертом Кокраном (який використовував псевдонім «Е.Р. Франк») у рамках більш широкої Соціалістичної робітничої партії. Браверман взяв участь у якійсь мірі у сектантській політиці, яка переважала серед різних троцькістських тенденцій. Однак після того, як він був виключений з Примор’я в 1953 році, Браверман допоміг заснувати соціалістичний союз – явну спробу вийти за межі сектантської політики і розробити широку ліву програму, орієнтовану на США. 
Браверман став редактором «Американського соціаліста» (раніше «Педагог»), видання Соціалістичного союзу. Саме на цих сторінках Браверман спочатку став більш конкретно думати про працю, трудовий процес, машини та класову свідомість – те, що стане ключовими темами трудового та монопольного капіталу десятиліттями пізніше.

### Від працівника по металу до редактора
На початку 1960-х років Гаррі Браверман працював редактором газети «Grove Press», де він допоміг видати автобіографію Малкольма Х. У 1967 році Браверман став керуючим директором щомісячної «Review Press», цю посаду він зберігав до кінця свого життя. Редактори щомісячного журналу, Пол Баран і Пол Свіззі, і зокрема їхня книга «Monopoly Capital», значно вплинули на Бравермана, коли він розвивав свій аналіз трудового процесу капіталізму ХХ століття.

### Трудовий і монопольний капітал
Критика Браверманом трудового процесу монополістичного капіталізму мала тривалий вплив на соціологію робочих і трудових відносин. У своїй книзі «Праця та монополія капіталу» Браверман розповсюдив праці Маркса про вплив капіталістичного зростання промисловості на трудовий процес, звертаючи особливу увагу на зростання гігантських корпорацій та олігополістичних галузей.
Маркс бачив, що поява машин і зростання робочого контролю над робочим процесом перейшла в пасивність машин. Це було сприйнято як зміцнення власників капіталу, оскільки вони контролювали знання та навички, необхідні для експлуатації заводу, управління машинами та залучення робочої сили. Цей аргумент був підтриманий Браверманом, який стверджував, що така робоча сила визначається слабкою позицією по відношенню до капіталу. Робота перетворилася з використання умінь та досвіду на безглузду, машинну та безсильну діяльність. Він узагальнив принципи наукового менеджменту, розроблені Фрідріхом Тейлором як:
1. відокремлення трудового процесу від навичок працівників;
2. відокремлення концепції від виконання;
3. використання монопольної влади над знаннями для контролю кожного кроку трудового процесу та його режим виконання.

Браверман стверджував, що методи Тейлора на робочому місці були «нічим іншим, як явна вербалізація капіталістичного способу виробництва».

## Публікації
перекладені українською
- Деградація праці у двадцятому столітті [Архівовано 2 вересня 2017 у Wayback Machine.] // Спільне. — 10 квітня 2014.